# Knud Østergaard
Knud Charles Elvig Østergaard (21. marts 1922 i København – 27. november 1993) var en dansk politiker fra Konservative Folkeparti og minister.
Han var medlem af Folketinget fra 1964-1973 og igen 1981-1990. Østergaard var minister to gange:
- Forsvarsminister i Regeringen Hilmar Baunsgaard fra 17. marts 1971 til 11. oktober 1971
- Trafikminister i Regeringen Poul Schlüter III fra 30. oktober 1989 til 18. december 1990